# Stepove, Vasîlivka
Stepove (în ucraineană Степове) este un sat în așezarea urbană Stepnohirsk din raionul Vasîlivka, regiunea Zaporijjea, Ucraina.

## Demografie
Componența lingvistică a localității Stepove
     Ucraineană (89,83%)
     Rusă (10,17%)
Conform recensământului din 2001, majoritatea populației localității Stepove era vorbitoare de ucraineană (89,83%), existând în minoritate și vorbitori de rusă (10,17%).